# ・・・・・・・・・
・・・・・・・・・は、日本の女性アイドルグループである。公式な呼び名(読み方)はなく、ドッツ、dots、ドッツトーキョー、ドッツ東京、dotstokyo、てんきゅー、dotnine、中黒、てんてんてん、てんちゃんズなどと様々に呼ばれており、定まってはいない。

## 概要
2016年4月に開催された「『女の子の東京をつくろう!!』プロジェクト アイドルオーディション」で選ばれたメンバーによるユニット。
コンセプトは「ポスト・ポケモンGO!時代のアイドル」「常に纏えるアイドル」「都市の幽霊」。メンバー名は全て「・」として素顔を出さず、メンバー個人にはニックネーム（識別記号）が度々設定される。“「・」は「何の形にでもなれる」新しいタイプのアイドルです。音や光や匂いや味や振動になったり、記号や言葉や2次元や3次元、無機物や生き物になったりします。時に女の子の形を取ることがあり、この状態（＝サングラスのようなもので顔が隠れ現場で実際に会える女の子の状態）が「・ちゃん」です。”としている。
楽曲はシューゲイザーやアンダーグラウンド・パンクなどを踏襲し、テクノロジーを用いたパフォーマンスが特徴。ライブのことを「観測」、ファンのことを「観測員」あるいは「ドッチャー」と呼ぶ。
2019年3月24日のワンマン「Tokyo in Natural Machine」をもってライブ活動終了。なおコンセプト上「卒業」「解散」という概念はなく「・ちゃん」という女の子の形を取らなくなり「都市に還る」と表現している。なお運営チームは同年結成のRAYの活動をサポートしており、当グループのメンバーであった内山結愛がオリジナルメンバーとして加わっている。
活動を停止して尚、カルト的な人気を博しており、国内外の新規のリスナーも増加傾向を辿る、稀有な存在と言える。

## 沿革

### 2016年
- 9月4日、「・・・・・・・・・」初観測ライブ（原宿ストロボカフェ）[2][3]
- 9月4日、OTOTOYにて「サテライト feat.初音ミク」を無料配信
- 10月15日、YouTubeに公式サイト開設
- 10月30日、「ねぇ」PV公開
- 11月16日、360度ライヴ動画公開(「サテライト」、「サイダー」、「ねぇ」)[8]
- 11月19日-12月6日、OTOTOYにて「ねぇ」を無料配信
- 11月27日、・（ユニコーン）生誕（新宿Motion）
- 11月29日、TRASH-UP!!まつり 2016に出演（渋谷WWW）、物販にてコンピレーション・アルバム『遅れてゴメンネ!』先行販売。
- 12月7日、コンピレーション・アルバム『遅れてゴメンネ!』発売

### 2017年
- 1月5日、OTOTOYにて「しゅわしゅわEP」収録曲から3曲を先行配信[9]
- 1月9日、シングル「しゅわしゅわEP」発売
- 2月9日、第2回ニックネーム変更（渋谷MilkyWay）
- 2月18日、・(ミルクティー)生誕（新宿Motion）
- 2月25日、Ѻを実験的に実施[10]
- 3月26日、・と・が女の子の形をとるのを止める（新宿SAMURAI）
- 4月9日、第1回定期公演、・(お水)生誕、第3回ニックネーム変更（原宿、原宿ストロボカフェ）
- 4月22-23日、沖縄遠征（沖縄Output）
- 5月20日、第2回定期公演（原宿ストロボカフェ）
- 6月6日、第4回ニックネーム変更（目黒鹿鳴館）
- 6月24日、第3回定期公演、・(永永無窮)と・(一心不乱)生誕、「すきなことだけでいいです」、「ソーダフロート気分」、「新サテライト」初披露（上野公園、上野Untitled）
- 7月13-20日、「文学少女PV」5シリーズ公開
- 7月30日、第4回定期公演開催（原宿ストロボカフェ）
- 8月6-20日、・・・・・・・・・主催3週連続スリーマンライブ開催（池袋KINGSX）
- 8月16日、全国流通シングル「CD」発売[11][12][13][14]。収録曲のTokyoは音楽用CDの最大収録時間・72分フル尺を使用している。
- 8月18-19日、第2回大阪遠征（難波タワーレコード、心斎橋SUNHALL）
- 8月19日、第5回ニックネーム変更（心斎橋SUNHALL）
- 8月22日、第6回ニックネーム変更（渋谷LOFT9）
- 9月4日、お披露目から1周年記念となる1stワンマンライヴ開催（渋谷WWW）
- 9月8日、2ndワンマンライヴ開催（新宿SAMURAI）
- 9月13日、7inch アナログ盤「両B面レコード」発売
- 9月30日(-10月22日)、TRASH-UP!! Presents『アイドルと芸術』に展示作品を出品
- 10月1日(-10月31日)、第6回定期公演開催
- 10月11日、第7回ニックネーム変更（大塚Hearts+）
- 10月13日、3rdワンマンライヴ開催（札幌Spiritual Lounge）
- 11月4日、法政大学市ヶ谷キャンパス大学祭にて『AIBUNKEN IDOL LIVE』に出演。初野外ライヴ。
- 11月14日、Dig up! Your Wonderland-CQ mini Album [Black Syrup White Heaven] Release Party Three Man Show- at 新宿Wild Side Tokyoに出演。
- 11月14日、第8回ニックネーム変更（新宿Wild Side Tokyo）
- 11月18日、第7回定期公演 Tokyo in Traffic を3部構成にて開催。1部「・・・・・・・・・撮影会」at 池袋Gallery-O7／marble、2部「・・・・・・・・・学芸会」at 都電荒川線貸し切り車両内(早稲田発〜三ノ輪橋着)、3部「・・・・・・・・・文化祭」at 上野Untitled。
- 12月25日、第9回ニックネーム変更（渋谷WWW）
- 12月30日、第8回定期公演、・(助詞)生誕祭（共に原宿ストロボカフェ）

### 2018年
- 1月8日、1st アルバム『         』発売記念イベントとして「・・・・・・・・・の1st ワンマンを振り返ろう！」を渋谷Loft9にて開催。また、物販にて1stアルバム『』のCDを先行発売。
- 1月11日、FMおだわら78.7mz (毎週木曜22時30分から放送)のラジオ番組「アイドル放送局」(通称にゃすラジ)にゲスト出演。
- 1月12日、1st アルバム『         』発売日。CDはTRASH-UP RECORDS、LPはなりすレコード、ハイレゾ音源をOTOTOYよりリリース。
- 1月18日、FMおだわら78.7mz (毎週木曜22時30分から放送)のラジオ番組「アイドル放送局」(通称にゃすラジ)にゲスト出演。
- 1月20日、インタビューが掲載された音楽誌『ミュージック・マガジン 2018年2月号』『CDジャーナル 2018年2・3月合併号』発売。
- １月21日、new encounters vol.75にてトリをつとめる(出番40分)。この日の物販から5th ワンマンライヴ Tokyo in Picture の手売りチケット発売開始。
- 1月27日、初の福岡遠征。タワーレコード天神パルコ店にて代代代と合同リリースイベント開催。
- 1月28日、4th ワンマンライヴ Tokyo in Fukuoka を福岡grafにて開催。
- 1月28日、シューゲーザーの老舗イベント Total Feedback - HATE ME @KOENJI HIGH に出演。
- 2月3日、第9回定期公演、「Tokyo in 『         』」を大塚Hearts+ にて開催(2部制)。
- 2月6日、「きみにおちるよる」MVをYouTubeにて公開。
- 2月12日、・ちゃん(形容詞)生誕イベントを原宿ストロボカフェにて開催。
- 2月19日、5th ワンマンライブ 「Tokyo in Picture」を東京キネマ倶楽部にて開催。
- 2月26日、1st アルバム『         』レコ発記念ライヴ vol.1 をWildSide Tokyo にて開催。CQ とのツーマンライヴ。
- 2月26日、第10回ニックネーム変更 (新宿 WildSide Tokyo)
- 3月4日、第10回定期公演 昼の部「Tokyo in Underground」、夜の部「Tokyo in Acoustic」をそれぞれ大塚Heats+にて開催。
- 3月17日、FM PORT 79.0のラジオ番組「TOKYO→NIIGATA MUSIC CONVOY〜SATURDAY SPECIAL〜 (20時〜20時59分放送回)」にハープ、小太鼓が出演
- 3月21日、1st アルバム『         』レコ発記念ライヴ vol.2 をSHIBUYA TSUTAYA o-nest にて開催。Limited Express (has gone?) × ロベルト吉野、For Tracy Hydeとのスリーマンライヴ。
- 3月23日、20時から ニコニコ生放送「IDOL AND READチャンネル vol.4」にクラリネット、アルトリコーダー、胡弓がゲストとして生出演。
- 3月30日、渋谷ミルキーウェイにて開催された・・・・・・・・・, HAMIDASYSTEM, Payrin's, tipToe. ４組共催企画「Shibuya re"four"cus Vol.2」に出演。・・・・・・・・・の出演時間に・・・・・・・・・メンバーが一切ステージに登場しない演出がなされ、物議を醸す。
- 4月1日、東京・大塚のサーキットイベント『春のYOIMACHI』@お風呂ステージ（大塚記念湯）に出演。
- 4月8日、新木場studio coastにて開催された「ギュウ農フェス春のSP ロード to 栃木 2018」メインステージに出場。
- 4月19日、マイナビBLITZ赤坂にてワンマンライヴ 『Tokyo in Break「地下深く眠る少女からの脱出」』を開催。 謎解き制作団体メルエとの一夜限りのコラボレーション。
- 4月19日、第11回ニックネーム変更 (マイナビBLITZ赤坂)
- 4月29日、まちだガールズクワイア主催『まちガ試練の十番勝負〜第5戦〜』に出演。
- 4月29日、・(DNA)生誕祭 ライヴを開催。6月9日,10日に仙台遠征を行うことが発表された。
- 5月4日、第11回定期公演 Tokyo in Sightseeingを大塚Hearts+にて昼・夜の2部構成で開催。
- 5月9日、『・・・・・・・・・の5thワンマンライブ「Tokyo in Picture」と6thワンマンライブ「Tokyo in Break」を振り返ろう！』を渋谷Loft 9 にて開催。また、この日のライヴ終了後、5月19日に千葉某所で田植えイベントの開催と、6月2,3日に大坂遠征を行うことが発表された。
- 5月19日、第2回定期公演番外編「Tokyo in Cultivation」第1部「Paddy」を千葉県大網白里市金谷郷の水田にて開催。
- 5月25日、大塚Hearts+ presents ヒカシュー × ・・・・・・・・・ 2マンライブ 『ヒカ・』に出演。
- 5月26日、第2回定期公演番外編 Tokyo in Cultivation 第2部 「Library」を西国分寺市都立多摩図書館セミナールーム1にて開催。
- 5月31日、NENGU×オータケコーハン presents『KURU from FRANCE×3(のち、KURU×2,KORENAI×1に変更)』 at 新代田FEVERに出演。
- 6月2日、大坂遠征初日。「エクストロメFEST2018.6」at 心斎橋サンホール(初日)、「Experimental Idol Research」at 大阪十三246ライブハウスGABUに出演。
- 6月3日、大坂遠征2日目。tipToe.との合同オフ会(ボーリング)を開催。「エクストロメFEST2018.6」at 心斎橋サンホール(2日目)に出演。
- 6月9日、初となる仙台(宮城)遠征。「あるばとろす vol.1」に出演し、塩竈市杉村惇美術館大聖堂にてライヴを行う。第3回定期公演番外編「Tokyo in Micro and Macro」第1部:Macro を仙台市天文台にて行う。
- TV TOKYO「ゴッドタン」にて「色んな意味でヤバイアイドルランキング　コンセプトがヤバい部門 第３位」として紹介される。
- 6月10日、仙台遠征2日目。仙台MACANAにて7th ワンマンライヴ Tokyo in Sendai を行う。
- 6月16日、新宿MARZで行われたイベント『秘密の女・ルル・の逆襲』に出演。このイベント中に限り・のニックネームが全員「ママ」になる。(出演は秘密のオト女/・・・・・・・・・/グーグールル/逆襲のオペレッタ)
- 6月16日、・・・・・・・・・ × NIGHT ON THE PLANET!共同企画『BAND? IDOL? No, it's MUSIC!』を西永福JAMにて開催。
- 6月17日、第12回定期公演 「Tokyo in Message」第1部Mediaと第2部Lyricを大塚Hearts+にて開催。
- 6月24日、KOENJI HIGHにて開催されたTotal Feedback に出演し(2回目)、For Tracy Hydeとコラボライヴも行なう。
- 6月24日、第12回ニックネーム変更 (KOENJI HIGH)
- 6月30日、・(のどぐろえびチーズカリフォルニアロール)生誕〜みんなにありがとうする会(⌒ ͜   ⌒)〜を原宿ストロボカフェにて開催。
- 6月30日、雑誌『TopYell NEO 2018 SUMMER』にインタビューが掲載された。
- 7月1日、FMラジオ「渋谷のサンデー神二の愉快な仲間たち（渋谷のラジオFM87.6MHz)」にてゲスト出演。
- 7月15日、yokohama O-SITEにて開催された nuance presents "フェヌュ" vol.1に出演。
- 7月25日〜8月20日、第13回定期公演「Tokyo in Bio」〜・ちゃんの生命を感じる在宅型定期公演〜をネットで開催。・ちゃんの睡眠情報や鼓動、筋肉量等マニアックな生体情報を毎日お届け。
- 7月26日、AbemaTV 「AbemaNews」チャンネル内の「AbemaPrime」のアイドル特集に出演。
- 7月29日、公式Twitterアカウントにてお披露目から2周年を記念した9連続主催イベント「Tokyo in Seasons」の開催と、同イベント9公演目に渋谷WWWXにてワンマンライヴを開催する事がアナウンスされた。
- 8月3日、4日、東京お台場で開催されたTOKYO IDOL FESTIVAL 2018 に出演。
- 8月4日、5日、TOKYO BIG SITEにて行なわれたMaker Faire Tokyo 2018にて展示ブースを出展。4日は展示のみ、
- 8月5日、新宿MARZにて開催されたイベント U.T.I.F. 2018 #5に出演。
- 8月12日、2周年を記念した9連続主催イベントTokyo in Seasons 特設サイトオープン。
- 8月15日、KOENJI HIGHにて行なわれたライヴ・イベント blue noise test に出演。cattleの生演奏による「Blue Star」をパフォーマンス
- 8月16日、渋谷O-nestにて開催された tipToe. /・・・・・・・・・のスプリットシングル『Tokyo Sentimental』リリースイベント「エクストロメ アウトストア」に出演。
- 8月18日、tipToe. /・・・・・・・・・ TWOMAN LIVE「Tokyo Sentimental」を渋谷WWWにて開催。
- 8月18日、「サイン」のImage Video をYouTube に公開。
- 8月19日、タワーレコード渋谷店B1F CUTUP STUDIOにて tipToe. /・・・・・・・・・のスプリットシングル『Tokyo Sentimental』発売記念インストアイベント開催。
- 8月21日、iTunes Storeでの楽曲購入及びApple Music、Spotify、LINE MUSIC、KKBOXでの楽曲ストリーミング再生サービスを開始。
- 8月21日、2周年記念となる9連続主催イベント「Tokyo in Seasons Season1:From Here to Anywhere」を原宿ストロボカフェにて開催。
- 8月21日、第13回ニックネーム変更(原宿ストロボカフェ)
- 8月24日、2周年記念となる9連続主催イベント「Tokyo in Seasons Season2 :月が綺麗だね、と言って」を青山の月見ル君想うにて開催。
- 8月25日、2周年記念となる9連続主催イベント「Tokyo in Seasons Season3: こちら豊島区有名おにぎり屋さん前ライブハウス 第1部／第2部」を大塚Hearts NEXT にて開催。
- 9月2日、2周年記念となる9連続主催イベント「Tokyo in Seasons Season4: 乙女の激情」を中野坂上 S.U.B. TOKYO にて開催。当日のライヴ映像を即日無料ダウンロードできるTAKE OUT LIVEお試し版(無料)が導入された。
- 9月3日、西川口Heartsにて開催された tipToe. /・・・・・・・・・のスプリットシングル『Tokyo Sentimental』リリースイベント「エクストロメ アウトストア」イベントに出演。
- 9月4日、2周年記念となる9連続主催イベント「Tokyo in Seasons Season5: 遅れてゴメンネ!」を新宿Motion にて開催。この日を持ってお披露目から丸2周年目を迎える。
- 9月8日、2周年記念となる9連続主催イベント「Tokyo in Seasons Season6: ・ちゃんの浴衣が見れるゆるいイベント」を新宿Motionにて開催。
- 9月8日、2周年記念となる9連続主催イベント「Tokyo in Seasons Season7: new・counters」を渋谷Milkywayにて開催。
- 9月10日、2周年記念となる9連続主催イベント「Tokyo in Seasons Season8: Last Days Of Summer」をKOENJI HIGHにて開催。
- 9月12日、2周年記念となる9連続主催イベント「Tokyo in Seasons Season9: Tokyo in Seasons」として8th ワンマン・ライヴを渋谷WWWXにて開催。
- 9月15日、第2回定期公演番外編「Tokyo in Cultivation」第3部「Paddy」を千葉県大網白里市金谷郷の水田にて開催。
- 10月6日、フィールドアスレチック横浜つくし野にて「アスレチック＆バーベキューイベント」行なう。
- 10月13日(-10月28日)、昨年に引き続きTRASH-UP!! Presents『アイドルと芸術 2』に展示作品を出品(展示は16日以降となる予定)
- 10月14日、桜台pool にて開催された・・・・・・・・・ X 電影と少年CQ ツーマンライヴ CQ#117 "ソレカラ・・・・・・・・・" に出演。
- 10月20日、大坂遠征。靭公園(大阪府大阪市西区靱本町２丁目)にて ゆるゆるピクニックオフ会 を開催。
- 10月20日、大坂 心斎橋サンホールにて開催されたデスコトロメ!!!に出演。
- 10月21日、大坂ー名古屋への移動も兼ねた「・・・・・・・・・×tipToe. 大坂→名古屋バスツアーオフ会」を開催。
- 10月21日、名古屋遠征。伏見JAMMIN' にて開催されたCuTie×CuTie Pop Rock Party vol.3 に出演。
- 10月25日、新御徒町のMograg Galleryにて開催中の「アイドルと芸術2」内イベントとして「五穀豊穣祭」を行なう。
- 10月27日、「あんないと vol.10 〜渋谷をJACK!! あんナイトハロウィンパーティー〜 supported by ヴィレッジヴァンガード」に出演。
- 10月28日、KOENJI HIGH にて開催された Total Feedback 2018 Tokyo Round-2nd HALF に出演。
- 11月4日、新宿ReNYにて開催された「6jomaProject presents APPLESEED」に出演。
- 11月4日、大塚のサーキットイベント 「Hearts+ Presents 秋のYOIMACHI」のBUSステージ「絶対に笑ってはいけない・・・・・・・・・」とHearts Nextに出演。
- 11月7日(-11月25日)、・・・・・・・・・ × LOFT9 Shibuyaによるコラボカフェ「喫茶・」開店 。
- 11月8日、O-nestにて行なわれた染脳ミーム企画「集団感染 vol.1」に出演。nhhmbaseのマモルさん率いるバックバンドによる生演奏ライブも行なわれた。
- 11月8日、「都市の幽霊観測装置」のiPhone&iPad版のテスター募集を開始。
- 11月10日、原宿ストロボカフェにて• (未明)生誕 + ・・・・・・・・・ライヴを行なう。
- 11月11日、渋谷ストリームホールにて行なわれた「ミュージックパーク〜Girls&Music Theater〜」に出演。この日だけ物販でのニックネームが[楽器]に変更された(アルトリコーダー、トライアングル)。
- 11月20日、映画『左様なら』劇場公開(新宿K's Cinema)。
- 11月21日、阿佐ヶ谷LOFTにて行なわれたトークイベント「tipToe. 椋本真叶と日野あみのピノムック放送部REC2」にゲスト出演。また、この日の物販から第14回ニックネーム変更。
- 11月24日、DESEO mini with VILLAGE VANGUARDにて行なわれた「Rave on Vol. Final」に出演。
- 11月25日、第14回定期公演「Tokyo in Grace」第3部:Entertainment (LOFT 9 Shibuya [cafe 9]とのコラボレーションカフェ「喫茶・」特別イベント)をcafe 9 にて行なう。
- 11月25日、第15回定期公演「Tokyo in WiFi」で使用するコンテンツ撮影の一貫として、井の頭恩賜公園及び羽田空港国際線ターミナル4階江戸舞台に設置されるWiFiスポットに接続した際に見られる動画撮影に帯同する催しを行なった。
- 12月2日、渋谷CLUB CRAWLにて行なわれた Payrin's Road to 1st ONE MAN LIVE「Reframing」に出演
- 12月4日、Tokyo in WiFi のWebサイトが完成。
- 12月16日、原宿ストロボカフェにて・(コットン)生誕 + ・・・・・・・・・ライヴを行なう。
- 12月21日、KOENJI HIGHにて開催されたヨネコ生誕 X'MAS BIRTHDAY HIGHT PARTYに出演。
- 12月22日、下北沢SHELTERにて行なわれた xoxo(Kiss&Hug) EXTREME ２周年記念ライブに出演。
- 12月23日、大塚 HeartsNextにて・・・・・・・・・が今やれる曲全部やる単独ライブ(1時間半くらいやります)を昼に、………×nuance共同企画 こちら豊島区有名おにぎり屋さん前ライブハウスを夜にそれぞれ行なう。
- 12月29日、ノアスタジオ都立大スタジオ 3st(3F) にて第16回定期公演「Tokyo in Terpsichore」第1部「Postures」、第2部「Saltation」を開催。

### 2019年
- 1月4日、「新宿系ガールズミーティング 2019新春スペシャル！」(新宿LOFT)、「APPLESEED -NEW YEAR'S PARTY2019-」(下北沢Club251)に出演。
- 1月6日、「エレ日。vol.11」(下北沢MOSAiC)、「エクストロメ!!新春スペシャル3マン!!」(下北沢CLUB251)に出演。
- 1月13日、Controversial Spark 主催イベント「New Year Spark 2019」(新代田FEVER)に出演。
- 1月14日、ゑんら 主催イベント『百鬼夜行Vol.1』(Shibuya Milkyway)に出演。
- 1月19日、終わらないで、夜 合同生誕イベント「見つけてよ～Birth anniversary～」(渋谷CYCLONE)に出演。
- 1月20日、「・・・・・・・・・と会心ノ一撃」(新宿Motion)、「new encounters SP vol.24」(新宿LOFT)に出演。
- 1月29日、Edenhall Inc. 主催イベント 「MEGURO MUTUKI」(鹿鳴館)に出演。
- 2月2日、代代代 主催「音楽的偶像」に出演(新宿MARZ)
- 2月10日、NECRONOMIDOL主催 「BEYOND vol.2」(渋谷CYCLONE)に出演。第15回ニックネーム変更。
- 2月11日、「Rave on vol. extra (店長やめるってよ)-Day2-」 (渋谷 DESEO mini with VILLAGE VANGUARD)に出演。
- 2月12日、「ドキッ!男だらけのアイドル運営冬の総決起集会」(新宿ネイキッドロフト)に運営のみきれちゃんが出演。
- 2月16日、第17回定期公演「Tokyo in Industry - 第1部 Factory (工場夜景を楽しめる2時間の貸し切りクルーズ！船上ライブと特典会！)」が天候上の都合(高波の影響)で中止となる。代替イベントとしてレストランオフ会(Breath & Zeal 別館。横浜市)を行った。
- 2月17日、『一瞬しかない の「今日も何かの記念日」(2月の渋谷O-nest篇)』に出演(午前)。なりすレコード presents『Dodometic Youth リリース・パーティー (Super Ganbari Goal Keepers 1st Album レコ発イベント)』(渋谷 LOFT HEAVEN)に出演。
- 2月22日、LiLii Kaona presents ｢Surrounded by Organica Vol.6｣(月見ル君想フ)に出演。
- 2月24日、 avandoned 主催「Friend,Friend,Friend」(午前。渋谷O-crest)、「Total Feedback」(午後。KOENJI HIGH)に出演。
- 3月3日、「・・・・・・・・・ひな祭り」(単独イベント)を新宿club SCIENCEにて開催。
- 3月6日、xoxo (Kiss&Hug) EXTREME 主催「VROOM VROOM SPツーマンライブ with ・・・・・・・・・」(小岩オルフェウス)に出演。
- 3月7日、Shibuya re"four"cus FINAL (渋谷 WWW X)に出演。UnderWorld「Moaner」をドラム缶をバチで叩くSPセットでパフォーマンス。
- 3月8日、大塚Hearts Next presents「YOIMACHI番外地〜ポセイドン・石川 凱旋記念〜」(大塚 Hearts Next)に出演。
- 3月10日、藤宮コマチ生誕「まちまちこまち にじゅういち」(月見ル君想フ)に出演。
- 3月11日、あんさんのお誕生日会〜今日は仕事を忘れて楽しんでも良いですか？〜(新宿LOFT)に出演。
- 3月14日、第17回定期公演「Tokyo in Industry」2部 「Logistics」を羽田クロノゲートにて開催。
- 3月16日、STARMARIE PRESENTS “FANTASY TOWN -The Dark Style-” (下北沢GARDEN /下北沢 LIVE HOUSE MOSAiC)に出演。
- 3月24日、ラストライブとなる第9回ワンマンライブ「Tokyo in Natural Machine」を東京キネマ倶楽部にて開催。
- 4月4日、ラストアルバム『Points』、7インチレコード版『ダンスミュージック』発売[15]。
- 4月12日、運営twitterアカウントにて「・・・・・・・・・一部楽曲のパブリックドメイン（Public Domain, PD）化」がアナウンスされた。 特設サイトにアクセスすると音源・歌詞の（改変、商用を含めた）利用が情報非表示・無料・無許諾・無報告で可能となる[16]。
- 4月29日 - 5月1日、9thワンマンライブ「Tokyo in Natural Machine」の動画を３日間かけて順次Youtubeにて公開開始。
- 9月8日、Rescoの実証実験を終了。

### 2020年
- 3月24日、『Points』をApple Music、Spotifyなど各種配信サービスから配信。

## メンバー

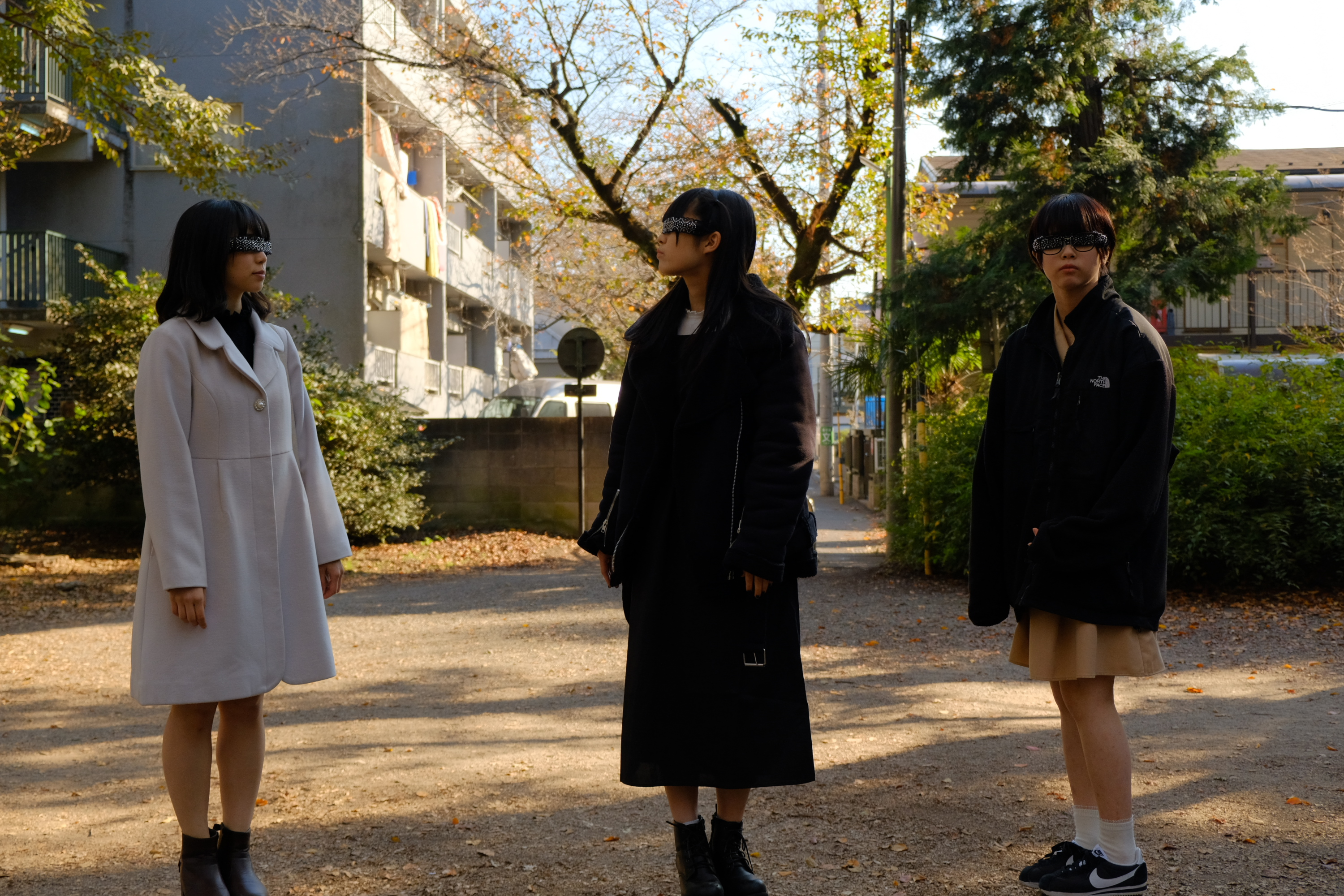

メンバーの氏名は全員・（てん）であり、ニックネーム（識別記号）は時折変更される。
|                        | ニックネーム（識別記号）のテーマ（設定日） |                         |                        |                       |                             |                                |                            |                         |                              |                                              |                                            |                            |                                        |                        |                         |                        |
| 生年月日               | いきもの （2016年9月）                     | 野菜 （2016年10月24日） | 飲み物（2017年2月9日） | お花 （2017年4月9日） | 四文字熟語 （2017年6月6日） | 好きな芸能人 （2017年8月19日） | インフラ （2017年8月22日） | 感情 （2017年10月11日） | 世界の駅 （2017年11月14日）  | 品詞（その都度変わる） （2017年12月25日）    | 楽器 （2018年2月26日）                     | 記憶媒体 （2018年4月19日） | 寿司 （2018年6月24日）                 | 時間 （2018年8月21日） | 素材 （2018年11月21日） | 元号 （2019年2月10日） |
| 2000年11月14日（24歳） | ユニコーン                                 | なす                    | カルピス               | チューリップ          | 唯一無二                    | 黒宮れい                       | コンビニ                   | 🤢 (はきそう)           | 轟(どめき)駅                 | 副詞 (案の定/実は/なかよく/絶対に/大変な/等) | アルトリコーダー                           | 大脳皮質                   | たまご                                 | 未明                   | コンクリート            | 飛鳥時代               |
| 2001年6月26日（24歳）  | くま                                       | ミニトマト              | ポカリ                 | ドクダミ              | 永永無窮                    | 佐倉綾音                       | 河川                       | 😴 (ねむい)             | 毛下襟田井(もうかえりたい)駅 | 接続詞 ()                                    | 胡弓                                       | ノート                     | のどぐろえびチーズカリフォルニアロール | 深夜アニメの時間       | コバルト                | 旧石器時代             |
| 1995年12月26日（29歳） | -                                          | -                       | -                      | マーガレット          | 千射万箭                    | 渡部篤郎                       | 水道                       | 😊(ほっこり)            | Cuenca(クエンカ)駅           | 助詞 (に/ば/と/か/な/ね/等)                  | トライアングル→小太鼓(2018年3月11日に変更) | レコード                   | ぼたんえび                             | シエスタ               | コットン                | 大正時代               |

### 旧メンバー
|                              | ニックネーム（識別記号）のテーマ（設定日） |                         |                        |                       |                             |                                |                            |                         |                                     |                                                  |                        |                            |                        |                        |
| 生年月日                     | いきもの （2016年9月）                     | 野菜 （2016年10月24日） | 飲み物（2017年2月9日） | お花 （2017年4月9日） | 四文字熟語 （2017年6月6日） | 好きな芸能人 （2017年8月19日） | インフラ （2017年8月22日） | 感情 （2017年10月11日） | 世界の駅 （2017年11月14日）         | 品詞（その都度変わる） （2017年12月25日）        | 楽器 （2018年2月26日） | 記憶媒体 （2018年4月19日） | 寿司 （2018年6月24日） | 時間 （2018年8月21日） |
| 1997年4月7日（28歳）         | ウーパールーパー                           | えのき                  | お水                   | 睡蓮                  | 極楽浄土                    | 古川未鈴                       | インターネット             | 😈 (わる)               | おもちゃのまち駅                    | 感動詞 (ああ/えっ/おっ/まぁ//あっ/等)            | クラリネット           | DNA                        | えびアボカド           | 黄昏時                 |
| 1999年2月12日（26歳）        | うさぎ                                     | にんじん                | ミルクティー           | ガーベラ              | 万里一空                    | 橋本環奈                       | 港                         | 😚(るんるん)            | ロートホルンクルム駅 (Rothorn Kulm) | 形容詞 (キラキラな/楽しい//嬉しい/古い/面白い等) | ハープ                 | CD-R                       | 中トロ                 | おやつの時間           |
| 1999年7月6日（26歳）         | かえる                                     | キャベツ                | メロンソーダ           | たんぽぽ              | 五里霧中                    | -                              | 鉄道                       | わくわく                | なんじゃい駅 (南蛇井)               | -                                                | -                      | Blu-ray                    | -                      | -                      |
| 2001年/2002年（22歳 - 23歳） | ねこ                                       | もやし                  | ゼロカロリーコーラ     | -                     | 一心不乱                    | -                              | -                          | -                       | -                                   | -                                                | -                      | -                          | -                      | -                      |
|                              | きんぎょ                                   | たけのこ                | ココア                 | -                     | -                           | -                              | -                          | -                       | -                                   | -                                                | -                      | -                          | -                      | -                      |
|                              | かに                                       | かぼちゃ                | -                      | -                     | -                           | -                              | -                          | -                       | -                                   | -                                                | -                      | -                          | -                      | -                      |
|                              | さる                                       | -                       | -                      | -                     | -                           | -                              | -                          | -                       | -                                   | -                                                | -                      | -                          | -                      | -                      |

## ディスコグラフィー

### シングル
| # | 発売日                  | タイトル       | レーベル                                                                      | 販売形態 | 規格品番 | 収録曲 |
| - | ----------------------- | -------------- | ----------------------------------------------------------------------------- | -------- | -------- | --- |
| 1 | 2017年1月9日            | しゅわしゅわEP | 自主制作                                                                      | CDR      | なし     | 1st CDR。ライヴ会場限定盤 2017年10月14日よりタワーレコード新宿店にて数量限定で取り扱い開始 1. サテライト 2. サイダー 3. ねぇ 4. サテライト feat.初音ミク 5. サイダー feat.初音ミク 6. ねぇ feat.初音ミク |
| 2 | 2017年 8月16日          | CD             | TRASH-UP!! RECORDS                                                            | CD       | TUR-019  | 1stシングル。グループ初となる全国流通盤。 1. Tokyo (Tokyo is composed by “Tokyo1,Tokyo2,Tokyo3,Tokyo4″ ,”スライド” ,”トリニティダイブ” &“ねぇ”)                                                          |
| 3 | 2017年9月30日〜10月22日 | Tokyo in Cage  | TRASH-UP!! Presents『アイドルと芸術』展示作品 (2017年9月30日〜2017年10月22日) | 展示作品 | なし     | 2ndシングル。 |
| 4 | 2017年10月17、19～21日  | ∞              | TRASH-UP!! Presents『アイドルと芸術』展示作品 (2017年9月30日〜2017年10月22日) | CD       |          | 3rdシングル。 |

### スプリット・シングル
| # | 発売日        | タイトル                                         | レーベル     | 販売形態 | 規格番号  | 収録曲、備考 | |
| - | ------------- | ------------------------------------------------ | ------------ | -------- | --------- | --- | --- |
| 1 | 2018年8月15日 | 「Tokyo Sentimental」 tipToe./・・・・・・・・・ | 6jomaProject | CD       | AMOJ-6010 | 収録曲 1. Cider Aquarium / tipToe. 2. Can You Feel The Change Of Seasons? / ・・・・・・・・・ 3. ソーダフロート気分 / tipToe. 4. クリームソーダのゆううつ / ・・・・・・・・・ | tipToe.と・・・・・・・・・によるスプリット・シングルCD *「ソーダフロート気分 (・・・・・・・・・)」 「クリームソーダのゆううつ (tipToe.)」 を両グループが独自にアレンジしたバージョンを収録。 |

### アナログ
| 発売日        | タイトル                        | レーベル                                           | 販売形態        | 規格品番  | 収録曲 | 備考 |
| ------------- | ------------------------------- | -------------------------------------------------- | --------------- | --------- | --- | --- |
| 2017年9月13日 | 両B面レコード                   | IDOL VINYL 45 (なりすレコード, TRASH-UP!! RECORDS) | 7inchアナログ   | TRNS-702  | SIDE B 1998- SIDE B'（ビーダッシュ） 文学少女                                                                                          | 完全限定盤 シングル『CD』に未収録だった2曲を収録。 9月4日に渋谷WWWで開催されたワンマンライブにて先行販売。                         |
| 2018年1月12日 | 『 』 (『』内は半角スペース9個) | なりすレコード, TRASH-UP!! RECORDS                 | LPアナログ      | NRSP-1242 | SIDE A ねぇ きみにおちるよる トリニティダイブ ソーダフロート気分 文学少女 SIDE B 星屑フィードバック サイダー サテライト スライド 1998- | 初回プレスのみ完全限定盤 レッドマーブルディスク仕様                                                                                |
| 2019年4月4日  | ダンス・ミュージック            | なりすレコード, TRASH-UP!! RECORDS                 | 7 inch アナログ | TRNS-705  | SIDE A 1. サイン SIDE B 1. YOLO no taki                                                                                                | 2019年3月20日から開催された「Tokyo in Points」にて先行ストリーミング配信。 2019年3月24日の東京キネマ倶楽部物販ブースにて先行販売。 |

### コンピレーション・アルバム
| 発売日         | タイトル            | レーベル             | 販売形態 | 規格品番  | 収録曲                               |
| -------------- | ------------------- | -------------------- | -------- | --------- | ------------------------------------ |
| 2016年12月07日 | 遅れてゴメンネ!     | TRASH-UP!! RECORDS   | CD       | TUR-015   | 「ねぇ」                             |
| 2018年10月10日 | Total Feedback 2018 | Only Feedback Record | CD       | JCSS14-19 | 「いくつかの夜、いくつかのさよなら」 |

### 全曲一覧
| 発表日         | 曲名                                   | 作詞                   | 作曲                                   | 編曲                                   | 備考 |
| -------------- | -------------------------------------- | ---------------------- | -------------------------------------- | -------------------------------------- | --- |
| 2016年 9月4日  | サテライト                             | みきれちゃん, ジム     | みきれちゃん                           | みきれちゃん, ジム                     | |
| 2016年9月4日   | 東京マヌカン                           | ピノキオピー           | ピノキオピー                           |                                        | ピノキオピーのカバー |
| 2016年9月4日   | 東京マヌカン―コピー                    |                        |                                        |                                        | 音源(オケ)は「サテライト」、振付は「サテライト」と「東京マヌカン」の合わせ技、歌詞は「サテライト」「東京マヌカン」「その他複数のアイドル曲」を意識したもの…という曲 |
| 2016年9月4日   | すろぉもぉしょん                       | ピノキオピー           | ピノキオピー                           |                                        | ピノキオピーのカバー |
| 2016年9月4日   | kyuukohan                              | -                      |                                        |                                        | にせんねんもんだいのカバー。Instrument |
| 2016年10月8日  | ねぇ                                   | ジム, 岡田彩香         | みきれちゃん, ジム                     | みきれちゃん, ジム                     | |
| 2016年10月9日  | サイダー                               | ジム                   | みきれちゃん                           | みきれちゃん, ジム                     | |
| 2016年10月15日 | YYYYMMDD                               | -                      |                                        |                                        | Instrument |
| 2016年11月19日 | のいずくみきょく                       | -                      | pocha                                  |                                        | Instrument。 |
| 2017年2月4日0  | 文学少女                               | みきれちゃん, 岡田彩香 | キヌガサチカラ                         | キヌガサチカラ                         | |
| 2017年3月18日  | スライド                               | 管梓                   | 管梓                                   | 管梓                                   | |
| 2017年3月18日  | Bones                                  | -                      | Bill Laswell, Fred Frith, Fred Maher   | Bill Laswell, Fred Frith, Fred Maher   | Massacreのカバー。Instrument |
| 2017年3月25日  | トリニティダイブ                       | みきれちゃん           | teoremaa                               | teoremaa                               | |
| 2017年3月29日  | Surfing                                | -                      | Bill Laswell, Fred Frith, Fred Maher   | Bill Laswell, Fred Frith, Fred Maher   | Massacreのカバー。Instrument |
| 2017年4月15日  | 東京マヌカン―コピー―コピー             |                        |                                        |                                        | 「東京マヌカン―コピー」のパフォーマンス(振付)を「サテライト」音源(歌詞と曲は「サテライト」と同一)に移植した曲。                                                     |
| 2017年4月22日  | 星屑フィードバック                     | ジム                   | ジム                                   | ジム                                   | |
| 2017年6月24日  | すきなことだけでいいです               | ピノキオピー           | ピノキオピー                           |                                        | ピノキオピーのカバー |
| 2017年6月24日  | ソーダフロート気分                     | 管梓                   | 管梓                                   | 管梓                                   | |
| 2017年6月24日  | 新サテライト                           | 江戸山こべに           | NARASAKI                               | in NO hurry to shout                   | 「サテライト」とは全く別の曲。 |
| 2017年7月20日  | 1998-                                  | みきれちゃん           | 岡田彩香                               | みきれちゃん                           | |
| 2017年8月11日  | きみにおちるよる                       | Mav.                   | Mav.                                   | Mav.                                   | |
| 2017年8月27日  | Dash De Koi                            | -                      |                                        |                                        | sajjanuのカバー。Instrument |
| 2017年9月30日  | Goa Than Words                         | -                      |                                        |                                        | sajjanuのカバー。Instrument |
| 2017年11月5日  | Inventions                             | -                      |                                        |                                        | Maseratiのカバー。オリジナルの台詞(朗読)が入る。 |
| 2018年1月11日  | クリームソーダのゆううつ               | aoi kanata             | aoi kanata                             | aoi kanata                             | tipToe. のカバー(tipToe. オリジナル音源) |
| 2018年2月3日   | 新kyuukohan                            | -                      |                                        |                                        | にせんねんもんだいのカバーを新たなパフォーマンスで初お披露目(曲は同一)                                                                                              |
| 2018年2月19日  | Can You Feel The Change Of Seasons ?   | みきれちゃん           | みきれちゃん                           | みきれちゃん                           | 作曲者みきれちゃんが昔やってたバンド The Tigersの曲をリメイクしたオリジナル曲                                                                                       |
| 2018年2月19日  | YOLO no taki (Short Version)           | -                      | オータケコーハン (sajjanu、LAGITAGIDA) | オータケコーハン (sajjanu、LAGITAGIDA) | |
| 2018年4月19日  | YOLO no taki                           | -                      | オータケコーハン (sajjanu、LAGITAGIDA) | オータケコーハン (sajjanu、LAGITAGIDA) | Full Versionを初披露 |
| 2018年4月19日  | Blue Star                              |                        |                                        |                                        | Cattleのカバー。初披露 |
| 2018年5月25日  | いくつかの夜、いくつかのさよなら       | ハタユウスケ           | ハタユウスケ                           | cruyff in the bedroom                  | cruyff in the bedroom監修によるオリジナル曲 |
| 2018年7月14日  | サイン                                 | みきれちゃん           | teoremaa                               | teoremaa                               | Official Image MV |
| 2018年8月16日  | クリームソーダのゆううつ (New Arrange) | aoi kanata             | aoi kanata                             | 管梓                                   | tipToe. の曲を管梓が新たにRe Arrangeしてカバー(New Arrange音源) |
| 2018年9月12日  | しづかの海                             | 管梓                   | 管梓                                   | 管梓                                   | 映画『左様なら』用に書き下ろされたオリジナル曲 |
| 2018年12月29日 | ふたりのダイアリー                     | ハタユウスケ           | ハタユウスケ                           | cruyff in the bedroom                  | cruyff in the bedroom監修によるオリジナル曲第2弾 |
| 2018年12月29日 | 恋するガリア                           |                        |                                        |                                        | ソロパフォーマンス曲(オリジナル曲) |
| 2018年12月29日 | data. matrix                           |                        |                                        |                                        | ソロパフォーマンス曲(オリジナル曲) |
| 2018年12月29日 | Temptation                             |                        |                                        |                                        | ソロパフォーマンス曲(オリジナル曲) |
| 2019年3月16 日 | 遊星まっしらけ                         | ピノキオピー           | ピノキオピー                           |                                        | ピノキオピーのカバー曲 |
| 2016年3月24日  | ネモフィラ                             | みきれちゃん           | teoremaa                               | teoremaa                               | 「Tokyo in Natural Machine」のアンコール最後に披露された新曲 |

## 主なライブ活動

### 定期公演
| #                 | 日時                           | タイトル                                | 場所                                                                                  | 備考 |
| ----------------- | ------------------------------ | --------------------------------------- | ------------------------------------------------------------------------------------- | --- |
| 1                 | 2017年4月9日                   | Tokyo in Glasses                        | 原宿、原宿ストロボカフェ                                                              | 1部：原宿ジャック＋リハ見学 2部：全曲披露+・（お水）生誕 |
| 2                 | 2017年5月20日                  | Tokyo in (non-)Music                    | 原宿ストロボカフェ                                                                    | 1部：シマウマフックさんとバラエティ1時間半 2部：hakobuneとツーマン&ノイズコラボ |
| 3                 | 2017年6月24日                  | Tokyo in Technoraneko                   | 上野公園、上野Untitled                                                                | 1部：・とリアル謎解きRPG 2部：新曲発表+・（永永無窮）&・（一心不乱）生誕 |
| 4                 | 2017年7月30日                  | Tokyo in Closet                         | 原宿ストロボカフェ                                                                    | 楽曲の世界＋・（五里霧中）生誕 |
| 5                 | 2017年8月16日                  | Tokyo in CD                             | 全国流通シングルCD『CD』                                                              | 時間と場所を問わず第5回定期公演はオンデマンドで開演 |
| 6                 | 2017年10月1日 〜2017年10月31日 | Tokyo in Sport                          | YouTube, Twitter, 公式HP, HeartSyncアプリ                                             | 【ライブアイドルからライフアイドルへ！】 【予約不要!】【観覧無料!】【参加型!】 |
| 7                 | 2017年11月18日                 | Tokyo in Traffic                        | 池袋Gallery-O7／marble、 都営荒川線貸し切り車両内 早稲田発〜三ノ輪橋着、 上野Untitled | 1部：撮影会 2部：学芸会 3部：文化祭＋・（轟駅）生誕 |
| 8                 | 2017年12月30日                 | Tokyo in Words and Letters              | 原宿、原宿ストロボカフェ                                                              | 1部：Words (言葉メイン) 2部：Letters (ライブメイン)〜・(助詞)生誕、のいずペンギン(ソロ)アリ |
| 第1回番外編       | 2018年1月20日                  | Tokyo in Gyunyu                         | 銀座PATOLA                                                                            | 定期公演番外編。・・・・・・・・・運営の牛乳プリン他運営数名による1日限定スナック。運営による手料理とオリジナルカクテル他 (・・・・・・・・・メンバーは不参加) |
| 9                 | 2018年2月3日                   | Tokyo in 『 』                          | 大塚Hearts+                                                                           | 『 』に潜む空白をお届け！2部制 1部：「『ヤバい』イベント」 - ヤバ曲ライヴ - 歴代のいずくみきょくセレクション披露 - みんなで考えるのいずくみきょく - 新kyuukohan 初披露 - sajjanuさん楽曲で筋トレ！ひたすら反復振りコピ - のいずペンギンによる新パフォーマンスとノイズ指導 2部：「『エモい』イベント」 - エモ曲ライヴ - 楽曲担当みきれちゃんによる1stアルバム『 』解説 |
| 10                | 2018年3月4日                   | Tokyo in Underground Tokyo in Acoustic  | 大塚Hearts+                                                                           | 1部：Tokyo in Underground ゲスト：Satellite Young , RUINS alone 2部：Tokyo in Acoustic ゲスト：岡田彩香, タテタカコ |
| 11                | 2018年5月4日                   | Tokyo in Sightseeing                    | 大塚Hearts+                                                                           | 第1部：定期らしい新しい試みのライブ＆ワンマン振り返りプチトーク 第2部：ガッツリライブ＆1部と合わせてほぼ全曲披露 |
| 第2回番外編 第1部 | 2018年5月19日                  | Tokyo in Cultivation 第1部 Paddy        | 千葉県大網白里市金谷郷の水田                                                          | 第2回定期公演番外編 Tokyo in Cultivation 第1部 Paddy:千葉県大網白里市金谷郷1425の水田にてミニライヴ、田楽隊、田植え、チェキ会 |
| 第2回番外編 第2部 | 2018年5月26日                  | Tokyo in Cultivation 第2部 Library      | 東京都西国分寺市都立多摩図書館                                                        | 第2回定期公演番外編 Tokyo in Cultivation 第2部 Library:「運営によるAIについての講義」「班分けとキャッチコピー相談」「・ちゃんと図書館でキャッチコピーを探す」「各班で成果発表」「成果発表をAIに学習させ、ランダムでキャッチコピー生成」 |
| 第3回番外編 第1部 | 2018年6月9日                   | Tokyo in Micro and Macro 第1部:Macro    | 仙台市天文台                                                                          | 第3回定期公演番外編 Tokyo in Micro and Macro 第1部 Macro:「天体観測とチェキ会」、「Bitcoinを用いてブロックチェーンに消えないメッセージを刻む(2回目)」、「新アプリ「Resco(アイドルとファンとの1対1のチャットを可能とするアプリ)」β版体験会」 |
| 12                | 2018年6月17日                  | Tokyo in Message                        | 大塚Hearts+                                                                           | 第1部Media:<トーク中心だよ> 司会:スイーツなかの 第2部Lyric:<ラップだYO> ゲスト:963、AUDIO JAPONICA |
| 13                | 2018年7月25日〜8月20日         | Tokyo in Bio                            | HeartSync、公式HP、Twitter                                                            | - ちゃんの生命を感じる在宅型定期公演〜 ネットで開催。会期中は・ちゃんの睡眠情報や鼓動、筋肉量等マニアックな「生体情報」を毎日お届け。 - *期間中はHeartSync稼働率UP - 「毎日の生体情報」は睡眠情報&体組成情報を毎日ツイート。生体情報の計測にはNokiaHealthJPのNokiaSleepとNokiaBodyPlusを使用。                                                                        |
| 第3回番外編 第2部 | 2018年8月13日                  | Tokyo in Micro and Macro 第1部:Micro    | 日本武道館 (武道館アイドル博, ブース73)                                               | ちゃん達と顕微鏡を覗いて、ミクロな世界の・を観測しよう！ 「Micro」を楽しむアプリを使用。 |
| 第2回番外編 第3部 | 2018年9月15日                  | Tokyo in Cultivation 第3部 Paddy        | 千葉県大網白里市金谷郷の水田                                                          | 第2回定期公演番外編 Tokyo in Cultivation 第3部 Paddy:千葉県大網白里市金谷郷1425の水田にて稲刈り、チェキ会 |
| 14 第1部          | 2018年10月6日                  | Tokyo in Grace 第1部:バーベキュー       | 神奈川県つくし野市 フィールドアスレチック横浜つくし野コース                           | 第14回定期公演「Tokyo in Grace」第1部:バーベキュー |
| 14 第2部          | 2018年10月25日                 | Tokyo in Grace 第2部 五穀豊穣祭         | mograg gallery                                                                        | 第14回定期公演「Tokyo in Grace」第2部:五穀豊穣祭(「アイドルと芸術2」内イベント) |
| 14 第3部          | 2018年11月25日午前7時30分      | Tokyo in Grace 第3部 Entertainment      | LOFT9 Shibuya (cafe 9)                                                                | 第14回定期公演「Tokyo in Grace」第3部:Entertainment LOFT 9 Shibuya (cafe 9)とのコラボレーションカフェ「喫茶・」の特別イベント 調理をし料理をお届けするだけの1時間！圧倒的ゆるカフェイベント。 |
| 15                | 2018年11月25日〜終演期限なし   | Tokyo in WiFi                           | 井の頭恩賜公園 羽田空港国際線ターミナル4階江戸舞台周辺 他                             | 井の頭恩賜公園、羽田空港国際線ターミナル4階江戸舞台に設置されるWiFiスポットにて、そのWiFiに接続した際に見られる動画の撮影を行なうイベントを行なった。 公演概要：都市が「・ちゃんがWiFiのように飛んでいる空間」になる定期公演。 |
| 16 第1部          | 2018年12月29日                 | Tokyo in Terpsichore 第1部「Postures」  | ノアスタジオ 都立大スタジオ 3st(3F)                                                   | 第16回定期公演「Tokyo in Terpsichore」第1部「Postures」 |
| 16 第2部          | 2018年12月29日                 | Tokyo in Terpsichore 第2部「Saltation」 | ノアスタジオ 都立大スタジオ 3st(3F)                                                   | 第16回定期公演「Tokyo in Terpsichore」第2部「Saltation」 |
| 17 第1部          | 2019年2月16日                  | Tokyo in Industry 第1部 「Factory」     | 天候上の理由により中止                                                                | 第17回定期公演「Tokyo in Industry」第1部 「Factory」 工場夜景を楽しめる2時間の貸し切りクルーズ！ 船上ライブと特典会！ 天候上の都合により中止。代替イベントとして「レストランオフ会」を実施。 |
| 17 第2部          | 2019年3月14日                  | Tokyo in Industry 第2部 「Logistics」   | 羽田クロノゲート                                                                      | ヤマトグループが運営する日本最大級の物流施設「羽田クロノゲート」を・ちゃんと一緒に見学！ |
| 18                | 2019年3月20日〜                | Tokyo in Points                         | Points(都市)                                                                          | ラストアルバム「Points」の都市版アルバム。 先行販売3/24に先駆け、楽曲ストリーミング配信。 都市自体をフィジカルな「盤」と見立て、「Ponits」収録の各楽曲をストリーミング配信。 |

### ワンマンライブ
| # | 日時           | 場所                 | 備考 |
| - | -------------- | -------------------- | --- |
| 0 | 2016年09月04日 | 原宿ストロボカフェ   | 「・・・・・・・・・」お披露目ライブ(初観測) |
| 1 | 2017年09月04日 | 渋谷WWW              | お披露目から1周年記念となる1st ワンマンライブ「Toyko in WWW」開催                                                                                            |
| 2 | 2017年09月08日 | 新宿SAMURAI          | 2nd ワンマンライヴ「〜え、もうやっちゃうの!?〜」開催 |
| 3 | 2017年10月13日 | 札幌Spiritual Lounge | 3rd ワンマンライヴ「Tokyo in Sapporo」開催 |
| 4 | 2018年01月28日 | 福岡graf             | 4th ワンマンライヴ「Tokyo in Fukuoka」開催 |
| 5 | 2018年02月19日 | 東京キネマ倶楽部     | 5th ワンマンライヴ「Tokyo in Picture」開催。会場を美術館に見立てた演出。                                                                                     |
| 6 | 2018年4月19日  | マイナビBLITZ赤坂    | 6th ワンマンライヴ 「Tokyo in Break 〜地下深く眠る少女からの脱出〜」 謎解き制作団体メルエとの一夜限りのコラボレーション。リアル謎解きゲーム X ワンマンライヴ |
| 7 | 2018年 6月9日  | 仙台 MACANA          | 7th ワンマンライヴ「Tokyo in Sendai」開催。 |
| 8 | 2018年9月12日  | 渋谷WWWX             | 8th ワンマンライヴ「Tokyo in Seasons」開催。 |
| 9 | 2019年3月24日  | 東京キネマ倶楽部     | 9th ワンマンライヴ「Tokyo in Natural Machine」開催。 |

### 主催ライブ
| #  | 日時           | タイトル                                                                           | 場所                   | 備考 |
| -- | -------------- | ---------------------------------------------------------------------------------- | ---------------------- | --- |
| 1  | 2017年8月6日   | The 王道 EP                                                                        | 池袋KINGSX             | ゲスト：RYUKYU IDOL、ヤなことそっとミュート |
| 2  | 2017年8月 13日 | The 世界 EP                                                                        | 池袋KINGSX             | ゲスト：STARMARIE、NECRONOMIDOL |
| 3  | 2017年8月13日  | The 東京 EP                                                                        | 池袋KINGSX             | ゲスト：「・・・・・・・・・」、「・・・・・・・・・」                                                                                              |
| 4  | 2017年8月20日  | The 混沌 EP                                                                        | 池袋KINGSX             | ゲスト：MIGMA SHELTER、エレファントノイズカシマシ                                                                                                   |
| 5  | 2018年2月12日  | • 生誕                                                                             | 原宿ストロボカフェ     | • (形容詞)生誕 + ・・・・・・・・・ライヴ 予約特典としてスペシャルランダムチェキ付き                                                                |
| 6  | 2018年2月26日  | 1st Album 『 』レコ発記念ライヴ vol.1                                              | WildSide Tokyo         | ゲスト:CQ |
| 7  | 2018年3月21日  | 1st Album 『 』レコ発記念ライヴ vol.2                                              | SHIBUYA TSUTAYA o-nest | ゲスト:Limited Express (has gone?)×ロベルト吉野、For Tracy Hyde                                                                                     |
| 8  | 2018年4月29日  | ・生誕                                                                             | 原宿ストロボカフェ     | • (DNA)生誕 + ・・・・・・・・・ライヴ |
| 9  | 2018年6月30日  | ・生誕                                                                             | 原宿ストロボカフェ     | ・(のどぐろえびチーズカリフォルニアロール)生誕 + ・・・・・・・・・ライヴ                                                                           |
| 10 | 2018年8月21日  | 9連続主催「Tokyo in Seasons」 Season1 From Here to Anywhere                        | 原宿ストロボカフェ     | |
| 11 | 2018年8月24日  | 9連続主催「Tokyo in Seasons」 Season2 月が綺麗だね、と言って                       | 月見ル君想う           | パンダみっく、会心ノ一撃、・・・・・・・・・ |
| 12 | 2018年8月25日  | 9連続主催「Tokyo in Seasons」 Season3 こちら豊島区有名おにぎり屋さん前ライブハウス | 大塚Hearts NEXT        | 1部 ・・・・・・・・・単独てんこ盛り無銭イベント 2部 素敵なアイドルさんの集い NaNoMoRaL、里咲りさ、HAMIDASYSTEM、あヴぁんだんど、・・・・・・・・・ |
| 13 | 2018年9月2日   | 9連続主催「Tokyo in Seasons」 Season4 乙女の激情                                   | 中野坂上S.U.B. TOKYO   | 共演:パンダみっく、夢幻クレッシェンド、ASTROMATE、LiLii Kaona、969、xoxo(Kiss&Hug) EXTREME、NECRONOMIDOL、No Surprises〔PiGU〕                      |
| 14 | 2018年9月4日   | 9連続主催「Tokyo in Seasons」 Season5 遅れてゴメンネ!                              | 新宿Motion             | 共演:ヨネコ、MELLOW GREEN WONDER、SUMMER ROCKET、SAKA-SAMA                                                                                          |
| 15 | 2018年9月8日   | 9連続主催「Tokyo in Seasons」Season4Season6 ・ちゃんの浴衣が見れるゆるいイベント   | 新宿SAMURAI            | 出演: ・・・・・・・・・ |
| 16 | 2018年9月8日   | 9連続主催「Tokyo in Seasons」Season4Season7 new・counters                          | 渋谷Milkyway           | 共演:萌花(もかろんちゃん)、A.N.otheЯ、トキヲイキル、nuance、鶯籠、tipToe.                                                                           |
| 17 | 2018年9月10日  | 9連続主催「Tokyo in Seasons」Season4Season8 Last Days Of Summer                    | KOENJI HIGH            | 共演:OLDTIMER、Highlight、ヤなことそっとミュート |
| 18 | 2018年9月12日  | 9連続主催「Tokyo in Seasons」Season4Season9 Tokyo in Seasons                       | 渋谷WWWX               | お披露目2周年記念ワンマンライヴ |
| 19 | 2018年11月10日 | ・生誕                                                                             | 原宿ストロボカフェ     | • (未明)生誕 + ・・・・・・・・・ライヴ |
| 20 | 2018年12月16日 | ・生誕                                                                             | 原宿ストロボカフェ     | ・(コットン)生誕 + ・・・・・・・・・ライヴ |
| 21 | 2019年3月3日   | ・・・・・・・・・ひな祭り                                                         | 新宿club SCIENCE       | 単独イベント。 |

## 出演

### テレビ
- ランク王国（2017年5月27日、TBSテレビ） - チューリップが出演

### ウェブテレビ
- 矢口真里の火曜The NIGHT（2017年9月6日、AbemaTV） - 港、インターネット、水道が出演[18]
- AbemaPrime（2018年7月26日、AbemaTV）

### ラジオ
- 「アイドル放送局 (通称にゃすラジ)」(2018年1月11日、1月18日の22時30分〜22時59分、FMおだわら78.7mz) - 感動詞、形容詞、副詞、接続詞、助詞が出演
- TOKYO→NIIGATA MUSIC CONVOY〜SATURDAY SPECIAL〜 (2018年3月17日20時〜20時59分、FM PORT 79.0) - ハープ、小太鼓が出演
- 渋谷のサンデー神二の愉快な仲間たち（2018年7月1日の16時〜16時55分、渋谷のラジオFM87.6MHz) - SAKA-SAMAのDr.まひるんがパートナー(アシスタントMC)をつとめた回に、のどぐろえびチーズカリフォルニアロール、たまごがゲスト出演

### ニコニコ生放送
- IDOL AND READチャンネル vol.4 (2018年3月23日20時〜 ニコニコ生放送) - クラリネット、アルトリコーダー、胡弓が生出演